# Чемпіонат світу з легкої атлетики 2019 — біг на 200 метрів (жінки)

Фінальний забіг

Змагання з бігу на 200 метрів серед жінок на Чемпіонаті світу з легкої атлетики 2019 у Досі проходили 30 вересня-2 жовтня на стадіоні «Халіфа».

## Напередодні змагань
На початок змагань основні рекордні результати були такими:
| WR | Флоренс Гріффіт-Джойнер (USA) | 21,34 | Сеул  | 29 вересня 1988 |
| CR | Дафне Схіперс (NLD)           | 21,63 | Пекін | 28 серпня 2015  |
| WL | Шона Міллер-Уйбо (BAH)        | 21,74 | Цюрих | 29 серпня 2019  |

Лідер сезону на дистанціях 200 та 400 метрів Шона Міллер-Уйбо через розклад змагань у Досі, за яким забіги на обох дистанція проводились в ті самі дні, зробила свій вибір на користь 400-метрівки. Це поліпшувало шанси Елейн Томпсон, другого номера сезону (22,00), на перемогу.

## Результати

### Попередні забіги
Найкращий час у забігах (22,32) показала Діна Ашер-Сміт. До наступного раунду проходили перші троє з кожного забігу та шестеро найшвидших за часом з тих, які посіли у забігах місця, починаючи з четвертого.
Найшвидшою за підсумками півфінальних стартів була також Діна Ашер-Сміт (22,16). За регламентом до фіналу проходили перші двоє з кожного забігу та двоє найшвидших за часом з тих, які посіли у забігах місця, починаючи з третього.

### Фінал
Елейн Томпсон не вийшла на старт півфінального забігу через травму. Цим сповна скористалась британка Діна Ашер-Сміт, яка була поза конкуренцією та зрештою здобула «золото» чемпіонату на 200-метрівці.
| Місце | Атлетка                  | Час   | Примітки |
| ----- | ------------------------ | ----- | -------- |
| 1     | Діна Ашер-Сміт (GBR)     | 21,89 | NR       |
| 2     | Бріттані Браун (USA)     | 22,22 | PB       |
| 3     | Муджинга Камбунджі (CHE) | 22,51 |          |
| 4     | Англерн Аннелус (USA)    | 22,59 |          |
| 5     | Дезерія Браянт (USA)     | 22,63 |          |
| 6     | Джина Басс (GAM)         | 22,71 |          |
| 7     | Івет Лалова-Колліо (BUL) | 22,77 |          |
| 8     | Тінія Гейтер (BAH)       | 22,90 |          |